# Sótnik

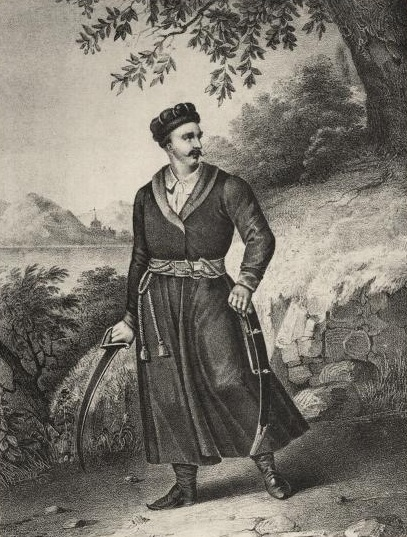
centurión cosaco

Sótnik o stótnik (en ucraniano y en ruso: со́тник, en búlgaro: стотник) era un rango militar de la starshiná (alta oficialidad) cosaca, los streltsí del Principado de Moscú y la caballería cosaca del Imperio ruso (desde 1826), el Ejército Insurgente Ucraniano (UPA), el Ejército ucraniano de Galitzia y el Ejército Popular Ucraniano (UNA).

## Rango militar
Literalmente significa "comandante de 100 hombres" en la mayoría de los idiomas eslavos. En la estructura de rangos militares rusa el grado fue desarrollado y se convirtió primero en porúchik y más tarde en teniente. En los rangos ucranianos, el rango de sótnik perduró hasta entrado el siglo XX y era equivalente a capitán. El rango no cambió oficialmente, sino que cayó en desuso tras la eliminación del Ejército INsurgente Ucraniano por el Ejército Soviético y los servicios de inteligencia.
La palabra es traducida a menudo como "capitán", pero también es común hallar la traducción "teniente". No obstante, se conserva el nombre original en los casos de uso histórico y social.

## Rango administrativo
Los sótnik también sirvieron como líderes de unidades territoriales. En la sociedad paramilitar cosaca de la hueste zaporoga, el Hetmanato cosaco y la Ucrania Sloboda, los territorios se organizaban de un modo acorde a la organización militar, siendo liderados por oficiales. Durante la Rebelión de Jmelnitski y en el Hetmanato cosaco (siglos XVII y XVIII), los sótnik eran líderes de subdivisiones administrativas territoriales llamadas sotnias. Estos sótnik estaban subordinados a los polkóvnik (coronel), que controlaban un polk (división administrativa primaria y regimiento -unidad militar-).